# Lars Steensland
Lars Steensland, född 24 augusti 1941, är en svensk språkvetare och professor emeritus i slaviska språk vid Lunds universitet 1993–2006.

## Biografi
Steensland disputerade 1973 vid Uppsala universitet med en avhandling om indoeuropeisk fonologi. Hans forskning kom efter detta främst att behandla rysk fonetik och fonologi samt rysk och slavisk språkhistoria i stort. Steensland har vid sidan om slavistiken också ägnat sig mycket åt älvdalska efter att som barn tillbringat några somrar utanför Brunnsberg i Älvdalen. Detta har lett till att han bl.a. gett ut en älvdalsk ordbok, översättningar av flera evangelier till älvdalska och böcker om älvdalska fågel- och växtnamn.

## Publikationer i urval

### Baltoslaviska språk
- 1972 – Die Distribution der urindogermanischen sogenannten Gutturale. Avh. Uppsala.
- 1974 – Slavisk språkhistoria. Uppsala.
- 1981 – A method for measuring perceptual distances between different vowel qualities: some identification tests using Russian /e/ variants and Swedish subjects. Uppsala univ.
- 1981 – Kommenterad svensk-rysk och rysk-svensk fågelordlista. Uppsala: Slaviska inst.
- 1986 – Kommenterad svensk-polsk och polsk-svensk fågelordlista. Uppsala: Slaviska inst.
- 1990 – Akcentirovka i akcent: akcentologičeskij analiz služebnika XV v. Chil. 323. Stockholm: Almqvist & Wiksell International
- 1997 – Russkaja akcentografija: pravila i tendencii v upotreblenii nadstročnych znakov v russkich rukopisjach, preimuščestvenno XV i XVI vekov. Lund: Slaviska inst.
- 2002 – Kommenterad svensk-litauisk och litauisk-svensk fågelordlista. Uppsala: Slaviska inst.
- 2006 – Esli by Gospodʹ v grob ne byl položen: ob odnoj maloizvestnoj tolkovoj azbuke. Stockholms univ.

### Älvdalska
- 1986 – Liten älvdalsk-svensk och svensk-älvdalsk ordbok.
- 1989 – Juanneswaundsjila: Johannesevangeliet på älvdalska.
- 1994 – Älvdalska växtnamn: förr och nu. Uppsala: Dialekt- och folkminnesarkivet.
- 2000 – Fågelnamn och fågelliv i Älvdalen med omnejd. Uppsala: Centrum för biologisk mångfald.
- 2006 – War åvå dier ferid?: älvdalska namn på orter utanför Älvdalen med kulturhistoriska kommentarer. Uppsala univ.
- 2010 – Material till en älvdalsk ordbok: svenska-älvdalska, älvdalska-svenska. Älvdalen: Ulum dalska.
- 2013 – Markuswaundşilą: Markusevangeliet översatt till älvdalska med inslag av olika bymål samt kommentarer. Lund.
- 2015 – Is there a vocative case in the Övdalian language? Some observations on forms of address in Övdalian., i Bentzen, Kristine; Rosenkvist, Henrik; Johannessen, Janne Bondi. Studies in Övdalian morphology and syntax.
- 2017 – Matiaswaundjilą: Matteusevangeliet översatt till älvdalska. Lund.

## Utmärkelser, ledamotskap och priser
- Ledamot av Vetenskapssocieteten i Lund (LVSL, 1994)[3]
- Övdals-Byönn (2020)